# ホットスポット (生物多様性)
ホットスポット（英: hotspot）、もしくは生物多様性ホットスポットとは、地球規模での生物多様性が高いにもかかわらず、人類による破壊の危機に瀕している地域。生物地理学における地域分類。
生物多様性ホットスポットの概念が初めて提唱されたのは、生物多様性を専門とする学者のノーマン・マイヤーズ（Norman Myers）の著した『環境保護主義者とは』後にマイヤーズや他の共著者によって編纂された『ホットスポット：地球上の生物的多様性と危機に晒された陸生態域』内で、ホットスポットの概念が新たに定義しなおされている。
2000年に定められたマイヤーズのホットスポットマップによると、生物多様性ホットスポットとは以下の二つの厳密な基準を満たさなければならない。
1. 維管束植物の内、1,500種が固有のものである。
2. 原生的植生の内、70%以上がすでに破壊されている。

世界中で現在36のエリアがこの条件を満たしている。これら地域だけで全世界の植物・鳥類・哺乳類・は虫類・両生類の60%が存在しており、絶滅が危惧されている種も多く存在している。なお、日本もその一つとして知られる。

## ホットスポット保全イニシアチブ
生物多様性ホットスポットの内、未だ数%程度しか保全・保護に至っていない。ホットスポットを保全するために幾つかの国際団体が活動している。
- クリティカル・エコシステム・パートナーシップ基金（Critical Ecosystem Partnership Fund: CEPF）：地球環境ファシリティ（GEF）やマッカーサー基金、フランス開発庁（AFD）、財務省、コンサベーション・インターナショナル（英語版）、世界銀行による共同基金で、ホットスポット保全の主導的役割を担っている。生物多様性ホットスポットを保護するため活動しているNGOや他の私設団体への献金や技術的支援を行っており、アフリカやアジア、ラテンアメリカに拠点を置く1,000以上の地域市民団体を支援している[7]。

- コンサベーション・インターナショナル（Conservation International: CI）：持続可能な社会の実現を目指す、国際NGO。自然の恵みを将来世代につなぐため、科学とパートナーシップ、現場での実践を柱に、31か国で1000名のスタッフが、1000以上のパートナーとともに協働している。

理事に、俳優ハリソン・フォード、ウォルマート会長ロブ・ウォルトン、キリバス共和国大統領アノテ・トン、『銃・病原菌・鉄』の著者・地理学者ジャレド・ダイアモンド博士他。。
- 世界自然保護基金（World Wildlife Fund: WWF）：保全の優先順位が高いエコリージョンを定めたグローバル200エコリージョンと呼ばれる指標を提案した組織。グローバル200では生物の多様性、固有性、分類学的独自性、特異な生態学的・進化的現象や世界的稀少性に従って選別し、陸生生物については14段階、淡水生物については3段階、海洋生物については4段階に分け、保全の優先順位を定めている。全ての生物多様性ホットスポットは、最低でも一つのグローバル200エコリージョンを含んでいる。

- バードライフ・インターナショナル（Birdlife International: BI）：他地域では見つけられない鳥類が2種類以上いる地域を固有鳥類生息地域（Endemic Bird Areas: EBAs）に定めた。EBAsは全世界に218ヶ所ある。他にも世界中に11,000以上もの重要野鳥生息地（Important Bird Areas: IBA）を定めている[9]。

- プラントライフ・インターナショナル（Plantlife International: PI）：重要植生地域（Important Plant Areas: IPA）を定めるための事業を遂行している。

- 絶滅ゼロ同盟（Alliance for Zero Extinction: AZE）：絶滅の危機に瀕している種を守る活動をしている何百もの科学者団体や環境保護団体による組織。バードライフ・インターナショナルの重要野鳥生息地（IBA）も含んだ595ヶ所を重要地域として定めている。

- ナショナル・ジオグラフィック協会（The National Geographic Society）：ホットスポットの世界地図（A World Map）と各ホットスポットにおける絶滅危惧動物の概要が入った生物多様性ホットスポット用ArcViewシェイプファイルとメタデータを用意した。コンサベーション・インターナショナルにて利用可能である[10]。

以上のイニシアチブは科学的基準と量的基準に基づいて記載している。

## 生物多様性ホットスポットの一覧

生物多様性ホットスポット。
2000年にマイヤーズが定めた地域
後にホットスポットに指定された地域

番号は右図参照。
1. 熱帯アンデス
2. メソアメリカ
3. カリブ海諸島
4. アトランティック・フォレスト
5. トゥンベス-チョコ-マグダレナ
6. セラード
7. チリ冬季降雨地帯-ヴァルディヴィア森林
8. カリフォルニア植物相地域
9. マダガスカルと近隣のインド洋諸島
10. 東アフリカ沿岸林地域
11. 西アフリカのギニア森林
12. ケープ植物相地域
13. カルー多肉植物地域
14. 地中海沿岸
15. コーカサス
16. スンダランド
17. ワラセア
18. フィリピン
19. インド-ビルマ
20. 中国南西部山岳地帯
21. インド西ガーツおよびスリランカ
22. オーストラリア南西部
23. ニューカレドニア
24. ニュージーランド
25. ポリネシア-ミクロネシア
26. マドレア・パインオーク森林
27. マピュタランド-ポンドランド-オーバニー
28. アフリカ山岳地帯東部
29. アフリカの角
30. イラン-アナトリア
31. 中央アジア山岳地帯
32. 東ヒマラヤ
33. 日本
34. 東メラネシア諸島
35. オーストラリア東部森林地帯
36. 北アメリカの海岸平野

## ホットスポットに関する批評
注目を集めている生物多様性ホットスポットにはおのずと考慮すべき批評も出てきている。カレイヴァとマーヴィエ（Kareiva & Marvier, 2003年）などの論文にはホットスポットについて以下のような点が論じられている。 
- 種の多様性に関する他の体系について十分に言及できていない（例えば種の多様性が全生物に関してのことなのか絶滅の危機に瀕する種の多様性のことなのか等）。
- 維管束植物以外の分類について十分に言及できていない（例えば脊椎動物や菌類）。
- 規模の小さいホットスポットは保護できていない。
- 状況の変遷に対する対応がなされていない。ホットスポットは憂慮すべき生物種の喪失があった地域を対象としているが、これは現在も生物種の喪失が続いていることを意味してはいない。逆に自然が手付かずに残っていた地域（例：アマゾン盆地）も、現在はかなりの数の生物種が失われているということもある。
- 生態系サービスを保護していない。
- 系統学的多様性を考慮していない。

近年の論文でも指摘されているように生物多様性ホットスポット（他の保護地域設定もそうだが）では費用の概念についての取り組みがなされていない。そもそも生物多様性ホットスポットを定めた目的は、ただ種の多様性の価値が高い地域を特定することではなく、そうすることによって保護の優先度を決め、保護に要する費用をそれに応じて振り分けることにある。現在のところ、先進国であるか（例：カリフォルニア植物相地域）、もしくは発展途上国であるか（例：マダガスカル）に関わらず、全て一同に地域が分けられている。かかる費用は国の規模や重要性等の要素によって差が開きやすい。しかし生物多様性ホットスポットはそのような違いによって保護の重要性を変えてはならないはずである。

## 推奨文献
- Dedicated issue of Philosophical Transactions B on Biodiversity Hotspots.  幾つかの記事は無料で読むことが出来る。[リンク切れ]